# Prêmio Emmy Kids Internacional 2019
A 8° cerimônia de entrega dos International Emmy Kids Awards (ou Prêmio Emmy Kids Internacional 2019) aconteceu em 31 de março de 2020, apresentado pela Academia Internacional de Artes e Ciências da Televisão. Devido a pandemia de COVID-19, a Academia Internacional cancelou o evento e os vencedores foram anunciados via Facebook, Twitter e Instagram.

## Cerimônia
Os indicados ao 8º International Emmy Kids Awards foram anunciados em 14 de outubro de 2019 pela Academia Internacional de Artes & Ciências da Televisão. Produções de 15 países concorreram ao prêmio em sete categorias. A cerimônia de entrega do Emmy que aconteceria em Cannes, na França, em 31 de março de 2020 foi cancelada devido a pandemia de COVID-19, e a Academia anunciou os vencedores via Facebook, Twitter e Instagram.

## Vencedores
| Melhor Animação | Melhor Programa Fatual |
| --- | --- |
| - Zog - () - (Magic Light Pictures) - Grizzy and the Lemmings - () (Hari Productions) - Irmão do Jorel - () - (Copa Studio/Cartoon Network) - Lamput - () - (Cartoon Network/Vaibhav Studios) | - Nosso Sangue, Nosso Corpo - () (Fox Lab Brazil/Your Mama) - Ultras Like-Eksperiment - () - (STV Productions) - My Life: Hike to Happiness - () (Nine Lives Media/The Wilderness Foundation) - What's New? - () - (BBC Africa) |
| Melhor Programa Infantil | Melhor Programa Digital |
| - Bluey () (Ludo Studios) - Animanimals () - (Studio Filmbilder/KiKA/ARD/ZDF/SWR) - Petit () - (Pájaro/NonStop/Pakapaka/Señal Colombia) - Super Wings () - (FunnyFlux/Alpha/EBS)              | - Lik Meg - () - (NRK Super) - Malhação Ao Vivo - () - TV Globo - MarcoPolo World School - () - (MarcoPolo Learning) - Ultra Nyt - () - (DR)                                                                                    |
| Melhor Programa de Entretenimento sem Roteiro | Melhor Série |
| - Nachtraven - () - (De Mensen/Ketnet (VRT)) - Hua Na Ha Kuob - () - (Thai Broadcasting Company) - Lego Masters - () - (Tuesday’s Child) - The Voice Kids Brasil - () - (TV Globo)            | - De Regels van Floor - () - (NL Film/VPRO Television) - Guru Paarvai 4 - () - (Blue River Pictures) - Jamie Johnson - () - (Short Form Film Company) - Malhação: Vidas Brasileiras - () - '(TV Globo)                          |
| Melhor Telefilme ou Minissérie | |
| - Jacqueline Wilson’s Katy () (BBC Children’s Productions/CBBC) - Der Krieg und ich () - (KiKa) - Joe All Alone () - (Zodiak Kids Studio/CBBC) - Just Dance () - (Korean Broadcasting System) | |